# Cantó de Roiat
El cantó de Roiat és un cantó francès del departament del Puèi Domat, situat al districte de Clarmont d'Alvèrnia. Té 5 municipis i el cap és Roiat.

## Municipis
- Chanat-la-Mouteyre
- Durtol
- Nohanent
- Orcines
- Roiat

## Història
| Data d'elecció                           | Identitat         | Partit | Qualitat |
| ---------------------------------------- | ----------------- | ------ | -------- |
| 1982-2001                                | Georges Monnet    | RPR    |          |
| 2001-                                    | Jean Ponsonnaille | UMP    |          |
| les dades anteriors no són pas conegudes |                   |        |          |
|                                          |                   |        |          |

## Demografia
| 1962  | 1968  | 1975   | 1982   | 1990   | 1999   | 2007   |
| ----- | ----- | ------ | ------ | ------ | ------ | ------ |
| 8.033 | 8.981 | 10.605 | 11.049 | 11.378 | 12.278 | 12.600 |